# Frouzins
Frouzins (em occitano:  Frosins) é uma comuna francesa na região administrativa da Occitânia, no departamento do Alto Garona. Estende-se por uma área de 7.91 km², com 9.157 habitantes, segundo o censo de 2018, com uma densidade de 1.200 hab/km².